# Патэк
Патэк (лат. Pataecus fronto) — вид лучепёрых рыб семейства австралийских вельветок (Pataecidae). Единственный представитель рода патэков (Pataecus). Распространены в умеренных водах у побережья Австралии. Донные хищные рыбы. Максимальная длина тела 27 см.

## Этимология
Латинское название рода идёт от греческого названия патэков, финикийских богов-гномов, покровителей мореплавателей. Изображения этих богов часто помещались на носу старинных парусных судов. Внешний облик представителей рода Pataecus чем-то напоминает этих божков. Видовое латинское название связано с лат. fronto — «передняя часть» и напоминает о высоком спинном плавнике у этих видов рыб.

## Описание
Тело удлинённое, сжатое с боков, в передней части высота тела составляет 32—46 % от стандартной длины тела; сужается к маленькому хвостовому стеблю. Голова большая, её длина составляет 30—35 % от длины тела, передний профиль рыла почти вертикальный. Глаза среднего размера, их диаметр равен 10—16 % длины головы, расположены на верху головы. Рот косой, длина верхней челюсти составляет 27—36 % длины головы. Зубы мелкие, расположены одной полосой на каждой челюсти. На верхней части жаберной крышки есть два низких косых гребня, на голове шипов нет. Чешуя отсутствует. Кожа гладкая. Боковая линия слабо выражена, тянется от верхнего края жаберной щели до хвостового стебля, состоит из 14—27 нечётких мельчайших пор.
Длинный спинной плавник с 22—25 жёсткими и 14—17 мягкими лучами начинается на голове перед глазами и тянется до хвостового стебля, в расправленном виде напоминает парус. Соединяется мембраной с хвостовым плавником. В низком анальном плавнике 9—11 жёстких и 4—7 мягких лучей, задние лучи несколько длиннее передних. Грудные плавники большие с 8 мягкими утолщёнными лучами, расположены низко на теле, их окончания заходят за анальное отверстие, на заднем крае есть выемки. Лучи всех плавников неветвистые, мембраны между лучами плавников толстые и мясистые. Брюшные плавники отсутствуют. Хвостовой плавник с 10 лучами, несколько удлинён, с закруглённым задним краем.
Окраска очень разнообразная. Тело может быть от коричневого цвета с сетью тонких красных линий и белых пятен до красноватого и оранжевого цвета с белыми пятнами. Другие особи коричневатые с розовыми пятнами.
Максимальная длина тела 27 см.

## Биология
Биология патэков изучена недостаточно. Патэки — морские донные рыбы, хорошо замаскированные хищники-засадчики. Более активны в ночные часы. Питаются преимущественно креветками и другими ракообразными. Когда плавают в открытых слоях воды, то напоминают листья, раскачивающиеся назад и вперёд в волнах. Патэки ведут малоподвижный образ жизни. Каждые несколько недель они сбрасывают кожу, чтобы предотвратить обрастание кожи водорослями и мшанками.

## Ареал и места обитания
Распространены в прибрежных водах у берегов южной части Австралии, ареал разорван. В восточной части Австралии встречаются от юга Квинсленда и Нового Южного Уэльса до залива Сент-Винсента на юге Австралии. У берегов Западной Австралии встречаются в заливе Шарк. Обитают в защищённых заливах и бухтах в рифовых областях среди водорослей и губок на глубине 10—80 м.